# ニュー・デー
ニュー・デーはイギリスの新聞。2016年2月19日に創刊されたが部数が伸びず2か月で廃刊となった。

## 創刊
ニュー・デーはデイリー・ミラーやサンデー・ミラー、サンデー・ピープルを発刊するトリニティ・ミラーによって創刊された。2016年2月29日に紙齢第1号が、イギリスのナショナルペーパーとしては2010年のi以来、単体の新聞としては1986年のインデペンデント以来となる新聞をフリーペーパーとして発行された。当初、ニュー・デーはページ数は40ページ強にわたり、35歳から55歳の女性を主要なターゲット層とした。サンデー・ミラーやサンデー・ピープルと同じアリソン・フィリップスが発行した。発行に携わる従業員は25名であり、その殆んどは同社の発行する他の新聞からの短期請負や出向者であった。大半の新聞がコラムを設けないなか、ニュー・デーには5、6人のコラムニストが在籍した。また多くのイギリスの新聞と異なり、いずれの政党とも協力関係になく、購読層に他の日刊紙を購読していない層をターゲットに据えた。
ガーディアンは、ニュー・デーが、デイリー・メールやデイリー・エクスプレスと距離を置く読者層を獲得できる可能性を示唆していた。